# Jeimer Candelario
Jeimer Candelario, né le 24 novembre 1993 à New York aux États-Unis, est un joueur américain de baseball de descendance dominicaine.
Joueur de troisième but, il fait partie des Tigers de Détroit de la Ligue majeure de baseball.

## Carrière
Jeimer Candelario voit le jour aux États-Unis mais grandit à partir de l'âge de 5 ans à San Pedro de Macorís en République dominicaine, le pays natal de son père Rogelio, qui y déménage sa famille pour ouvrir un centre d'entraînement de baseball pour les jeunes. 
Candelario signe son premier contrat professionnel à l'âge de 16 ans, lorsqu'il accepte une offre des Cubs de Chicago de la Ligue majeure de baseball en 2010. En ligues mineures, où il commence à jouer professionnellement en 2011, il est surnommé « Baby Ruth » à l'académie de baseball des Cubs, ou simplement « Candy », une abréviation de son nom de famille.
Candelario joue 5 matchs pour les Cubs de Chicago en 2016. Il fait ses débuts dans le baseball majeur le 3 juillet 2016 et va ensuite poursuivre son apprentissage dans les mineures.
Le 31 juillet 2017, avec l'arrêt-court des ligues mineures Isaac Paredes, Candelario est échangé des Cubs de Chicago aux Tigers de Détroit en retour du lanceur de relève gaucher Justin Wilson et du receveur Alex Avila.